# Иванов, Герман Григорьевич
Герман Григорьевич Иванов (род. 26 сентября 1949, Токташево, Чувашская АССР) — советский передовик производства. Полный кавалер ордена Трудовой Славы.

## Биография
Герман Иванов родился 26 сентября 1949 года в деревне Токташево Козловского района Чувашской АССР в крестьянской семье. Чуваш. В 1960 году семья переехала на хутор Крюков Константиновского района Ростовской области. В соседнем хуторе Трофимов окончил школу.
Окончил Константиновское СПТУ в Ростовской области. Служил в Советской Армии. В течение 39 лет работал водителем в колхозе «Правда» Константиновского района Ростовской области.
Живёт в селе Киевка Ремонтненского района Ростовской области, на пенсии.

## Награждён
- орден Трудовой Славы 3-й степени (3 марта 1978)
- орден Трудовой Славы 2-й степени (20 августа 1986)
- орден Трудовой Славы 1-й степени (21 октября 1991)
- медаль ВДНХ СССР
- Почётный работник агропромышленного комплекса Ростовской области (2007).
- Почётный гражданин Константиновского района Ростовской области (2017).